# Tazeroualt
Cet article est étroitement lié à Zaouïa d'Illigh
1613
Entités précédentes :
- Saadiens

Entités suivantes :
- Alaouites

Le Tazeroualt (en tachelhit: ⵜⴰⵥⵔⵡⴰⵍⵜ Taẓerwalt, en arabe: تزروالت Tazerwalt) est une région historique située dans le sud du Maroc, à partir de laquelle un État indépendant est né au XVIIe siècle, gouverné depuis sa capitale d'Iligh dans les montagnes de l'Anti-Atlas. Sidi Ahmed Ou Moussa Semlali (vers 1460 - vers 1563), un mystique a fondé sa propre zaouia. Les conquêtes de son arrière-petit-fils Sidi Ali Bou Dmia (Abou Hassoun, 1613-1659) lui permirent de se constituer un royaume s'étendant sur le Tazeroualt, le Souss et la région présaharienne comprise entre l'oued Souss et le Drâa. 
l'État de Tazerwalt à son apogée s'étendait de l'océan Atlantique à la région de Touat dans l'Algérie d'aujourd'hui, contrôlant le commerce dans une grande partie du Sahara.

## Mise en situation
Le fondateur spirituel de la dynastie Tazerwalt était Ahmed Ou Moussa Semlali, un marabout du Souss né au milieu du XVe siècle et qui s'installa ensuite dans la région de Tazerwalt, où il fonda une zawiya et attira des centaines de fidèles, venus recevoir son enseignements religieux. Ahmed ou Musa a maintenu des relations étroites avec la dynastie saadienne au pouvoir et a pu utiliser sa position religieuse pour se tailler une enclave de pouvoir au sein de l'État saadien. Après sa mort, la tombe d'Ahmed ou Musa est devenue un lieu de pèlerinage et sa progéniture a hérité d'une grande partie de la richesse et du statut qu'il avait acquis en tant que chef spirituel. 

## L'émirat de Tazerwalt
La mort du sultan saadien Ahmad al-Mansur en 1603 a déclenché une instabilité politique dans tout le Maroc, à quel point le petit-fils d'Ahmed Ou Moussa Semlali, Ali Bou Dmia, a saisi l'opportunité de transformer le statut religieux de la famille en pouvoir politique. Se nommant émir de Tazerwalt, il fonda une capitale à Iligh et consolida son contrôle sur la région en mobilisant ses fidèles religieux et ses alliances tribales. Contrôlant à la fois les routes commerciales terrestres et les principaux ports tels qu'Agadir, Ali Bou Dmia a extrait les ressources nécessaires pour lever une armée importante (principalement d'esclaves), qu'il a ensuite utilisée pour étendre davantage les frontières vers l'est.
Au milieu du XVIIe siècle, Ali Bou Dmia contrôlait une large bande du Sahara et du Maroc au sud des montagnes de l'Atlas, y compris d'importants centres de commerce transsaharien tels que la vallée du Draa, Sijilmassa, Touat et Taghazza. L'hégémonie de Ali Bou Dmia, cependant, a été menacée par la montée de la dynastie alaouite à Tafilalet, qui à la fin des années 1650 a capturé Sijilmassa et a érodé une grande partie de la puissance économique de Tazerwalt. Ali Bou Dmia est mort en 1659 et fut brièvement remplacé par son fils Muhammad, mais en 1670, les Alaouites rasèrent la capitale de Tazerwalt à Iligh, cimentant ainsi leur contrôle sur le Maroc et mettant définitivement fin à l'indépendance politique de Tazerwalt.

## Histoire
Détruite par Moulay Rachid en 1670, Illigh retrouva une position politique à la fin du XVIIIe siècle sous Sidi Hachim ben Ali al-Ilighi (mort en 1825).
Sidi-Hescham, fils du shérif Ahmed ben Moussay, fonde en 1810 un État indépendant qu'il nomme Sidi-Hescham dont la capitale est Talent. Situé au sud-est de l'empire de Maroc, en partie constitué sur le territoire de la province de Souss, laquelle fait pourtant partie des possessions du sultan de Maroc, cet État conserve son indépendance jusqu'en 1882. Les habitants de ce petit État sont berbères et appartiennent à la tribu des Tazeroult. La principale richesse de l'État repose sur un grand marché notamment de chameaux dans la ville d'Illigh auquel se rendent des marchands et des négociants venant de très loin et même de Marrakech sans craindre de traverser l'Atlas et le territoire si peu sûr des Howara. En garantissant la sécurité aux marchands et en offrant un dédommagement à ceux qui étaient pillés, le fondateur de l'État, Sidi-Hescham, favorisa l'augmentation de la fréquentation du marché. Outre l'honneur qu'offrait au royaume un grand marché, il était source de profits qui permit à l'État de conserver son indépendance si longtemps.
En 1882, le sultan Moulay Hassan Ier parvint à soumettre le dernier souverain Sidi Hussein ben Hachim en nommant caïd son fils Sidi Mohamed. 

## Des années plus tard
Après la destruction d'Iligh, les descendants d'Ahmed Ou Moussa Semlali ont perdu la majeure partie de leur pouvoir politique, mais ont pu tirer parti de leurs liens familiaux avec le saint pour maintenir la richesse et le prestige social en tant que « Maison d'Iligh ». Sans jamais défier directement les Alaouites. règne, aux XVIIIe et XIXe siècles, ils ont regagné un pouvoir politique et même militaire important, jouissant d'un degré d'autonomie qui leur a donné le contrôle sur une grande partie de la région du Souss et leur a permis de réglementer le commerce et de mener des relations diplomatiques avec la dynastie alaouite au pouvoir et les puissances européennes .
Aujourd'hui la zawiya de Sidi Ahmed Ou Mousa reste un lieu de pèlerinage et se situe dans le village de Sidi Ahmed Ou Moussa, qui porte son nom. 